# Maximiliano Eugenio de Hohenlohe-Langenburg
El príncipe Maximiliano Eugenio de Hohenlohe-Langenburg (Castillo de Rotenhausen, Bohemia, 19 de noviembre de 1897 - Marbella, 13 de agosto de 1968) fue un noble y político alemán de los Sudetes.

## Biografía
Fue el segundo de los hijos del matrimonio formado por el príncipe Godofredo Carlos Luis de Hohenlohe-Langenburg y la condesa Ana de Schöborn-Buchheim.
El 12 de octubre de 1921 contrajo un brillante matrimonio con la aristócrata española Piedad Iturbe (1892-1990). La boda se celebró con gran pompa en la iglesia del Real Monasterio de la Encarnación de Madrid y contó con la asistencia de personas reales, gran parte de la aristocracia y el amplio público que se agolpaba a la salida de la iglesia y en los balcones de las casas aledañas. Fueron apadrinados por los monarcas españoles Alfonso XIII y Victoria Eugenia. Posteriormente, se celebró un multitudinario almuerzo en el palacio de Parcent, residencia de su suegra.
Jugó un importante papel político en los años treinta durante la Crisis de los Sudetes, en los preliminares de la Segunda Guerra Mundial.
Murió en Marbella y fue enterrado en el panteón familiar del cementerio de San Bernabé de la misma localidad.
Entre sus descendientes directos se encuentra Victoria de Hohenlohe-Langenburg, actual duquesa de Medinaceli.

## Órdenes
- Caballero de la Orden del Fénix.[9] (Casa de Hohenlohe)
- Caballero gran cruz de la Orden de Carlos III.[9] (13 de abril de 1927,  Reino de España)[10]
- Caballero de la Orden de San Juan vulgo de Malta.[9]
- Caballero de la Orden de San Jorge.[9] (Casa de Wittelsbach)